# Bagard
Bagard é uma comuna francesa na região administrativa de Occitânia, no departamento de Gard. Estende-se por uma área de 14,55 km². Em 2010 a comuna tinha 2 627 habitantes (densidade: 180,5 hab./km²).